# Descarrilamento de Santiago de Compostela
O descarrilamento de Santiago de Compostela foi um acidente ferroviário ocorrido em 24 de julho de 2013, quando um trem de alta velocidade do serviço Alvia que liga Madrid à cidade galega Ferrol, descarrilou em Angrois, três quilómetros antes de chegar à estação de Santiago de Compostela.
Das 222 pessoas a bordo (218 passageiros e quatro membros da tripulação), 80 morreram e 147 ficaram feridas. Relatórios técnicos não oficiais afirmam que o trem viajava a uma velocidade que era o dobro do limite imposto para a curva onde descarrilou.
O acidente aconteceu na véspera do Dia Nacional da Galiza (dia do Apóstolo Santiago), tendo os festejos sido cancelados. Como consequência desta tragédia a Junta da Galiza (governo autônomo) decretou sete dias de luto.
Em número de vítimas, foi o terceiro mais grave acidente da história ferroviária em Espanha e o primeiro com mortes nas linhas de alta velocidade do país.

## Antecedentes
A viagem já decorria de forma anormal desde que a composição saiu de Ourense. O chamado sistema de travagem “homem morto”, que é acionado quando o maquinista passa algum tempo sem utilizar nenhum comando, foi ativado duas vezes antes do acidente.
O comboio de alta velocidade Alvia, ainda antes do acidente, por duas vezes que foi travado de 110 km/h por hora para 48 km/h através do sistema “homem morto”.
O comboio saiu da estação de Ourense às 20h05 de dia 24 de Julho e entre as 20h08 e as 20h12, enquanto Francisco José Garzón accionava vários dispositivos técnicos, ficou na cabine com outra pessoa a conversar. Essa outra pessoa era o maquinista que deixou de estar aos comandos em Ourense, Javier Illanes. Nessa altura surgiu um aviso de uma avaria no sistema de ar condicionado e Illanes foi ver o que se passava, não voltando a ter contacto com Garzón até à hora do acidente.
Às 20h15 o sistema de “homem morto”, criado para prevenir situações em que o maquinista sofre algum súbito problema de saúde, foi activado pela primeira vez e o comboio viu a velocidade reduzida de 110 quilómetros por hora para 48, já que o maquinista nada fez para parar o sinal sonoro e não deu indicações para mostrar que estava aos comandos. A cada 30 segundos o maquinista, conforme o comboio, deve por exemplo carregar num botão que assinala que está operacional.
Um minuto e 44 segundos depois acontece o mesmo e o comboio passa de 109 para 86 quilómetros por hora. Em alguns comboios, explica o El País, o sistema de “homem morto” pára totalmente o comboio, mas no Alvia o maquinista consegue que a composição retome logo a velocidade. Contudo, no relatório a Renfe diz estranhar a proximidade da atuação do sistema, sobretudo se o maquinista recuperou velocidade, e que os passageiros não tenham sentido o abrandamento brusco.

## Acidente
Às 20h41m hora local (18h41m UTC) de 24 de julho de 2013, um comboio da empresa ferroviária estatal RENFE, da Série 730 (Alvia Híbrido) que fazia a rota expresso entre a Estação Chamartín em Madrid e Ferrol descarrilou em Angrois, Santiago de Compostela. As 8 carruagens, 2 veículos de gerador, e as 2 motoras-piloto saíram dos carris quando o comboio entrou numa curva, e 4 delas capotaram. O comboio levava 218 passageiros. Uma das carruagens ficou partida ao meio e outra incendiou-se. O excesso de velocidade é apontado como a principal causa do acidente.
O balanço final de vítimas é de 80 mortos e 147 feridos.

## Causas
As conclusões da Comissão de Investigação de Acidentes Ferroviários, reveladas em 4 de junho de 2014, indicam que o descarrilamento do comboio deveu-se à velocidade da composição e à distração do maquinista.
Além da velocidade, a comissão considera ser uma causa adicional a falta de atenção do maquinista, que não usou o travão de forma adequada para reduzir a velocidade antes da entrada na curva.
No relatório os técnicos consideram que o telefonema para o seu telemóvel, que se prolongou durante 100 segundos, foi excessivo e contribuiu para a distração do maquinista. Durante esse período, o comboio percorreu 5 540 metros em que o maquinista "não realizou parte da sua atividade normal de condução". O maquinista apenas respondeu 6 000 metros antes do início da curva, o que impediu de iniciar a travagem no momento oportuno.

## Condenação
Em julho de 2024, o tribunal superior da Galiza condenou a dois anos e meio de prisão o maquinista. O ex-diretor de segurança da Adif (Administração de Infraestruturas Ferroviárias) também foi condenado. O tribunal decidiu também inabilitar os dois condenados, durante quatro anos e meio, ao exercício da profissão que desempenhavam, assim como ao pagamento de uma indemnização, com responsabilidade civil direta das seguradoras QBE e da Allianz Global e das empresas Renfe Operadora e Adif, de 25 milhões de euros às vítimas do acidente ferroviário.

## Imagens

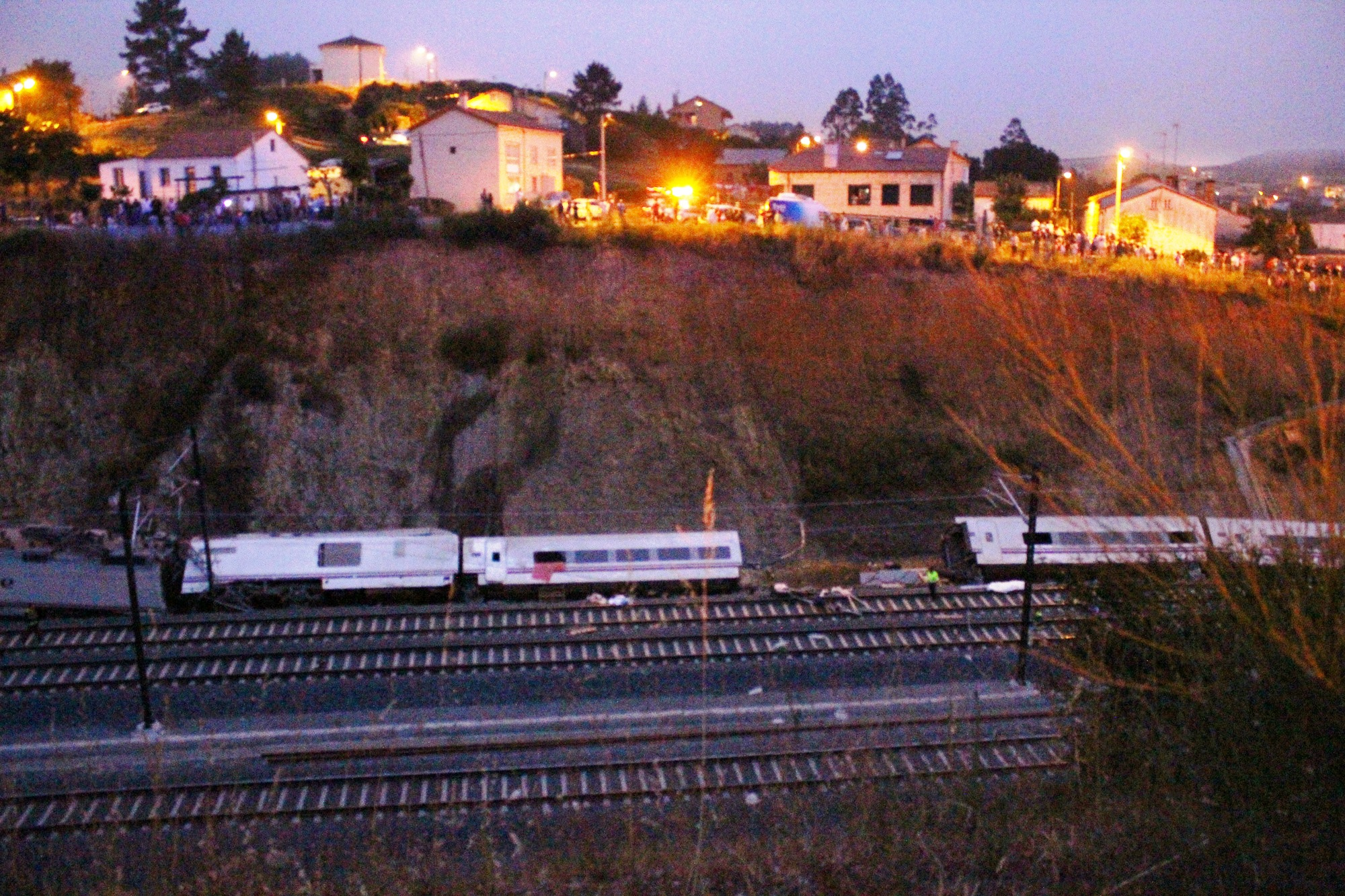
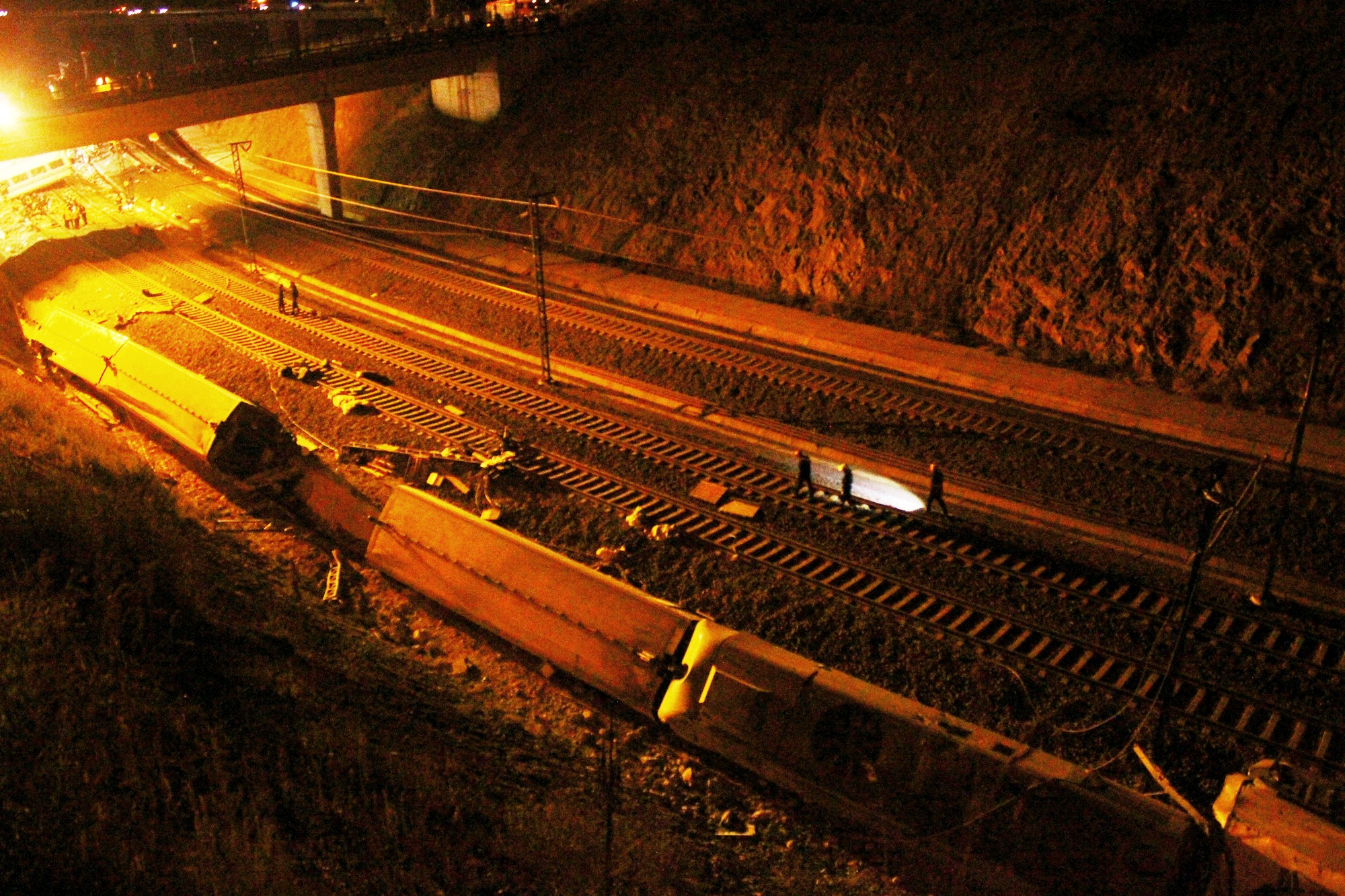
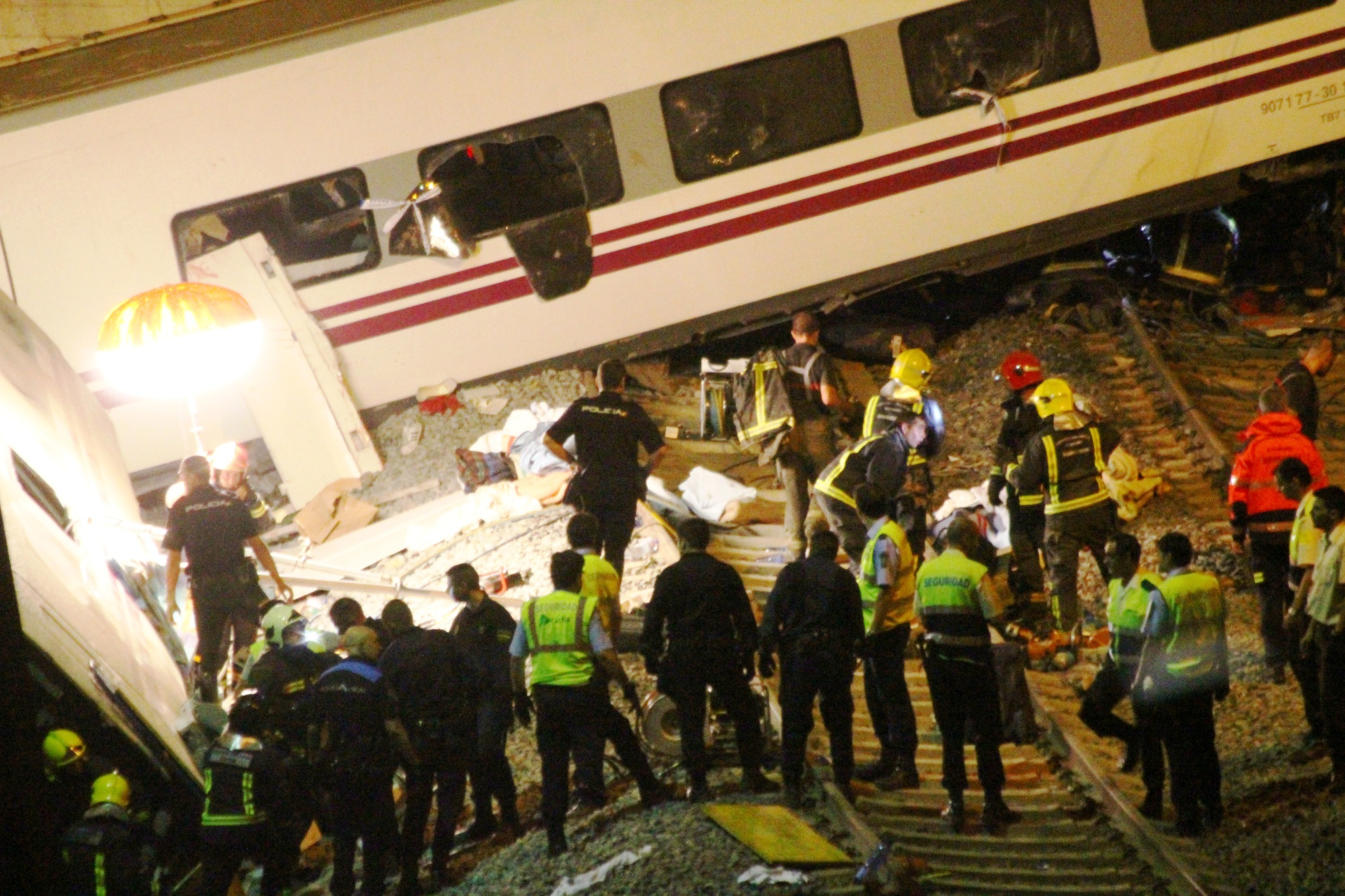
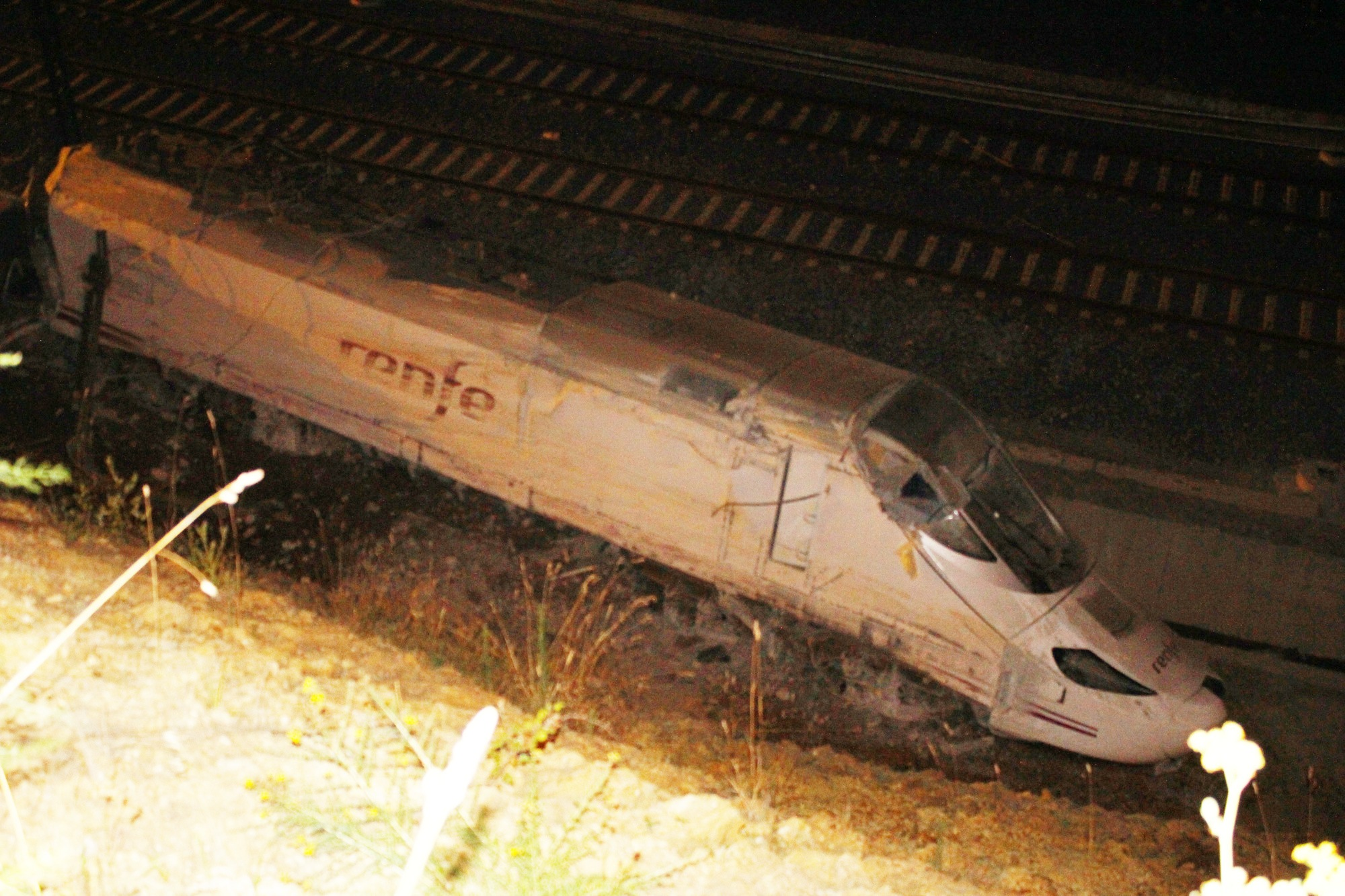